# Hardwick (Minnesota)
Hardwick è un comune degli Stati Uniti d'America, situato nello Stato del Minnesota, nella contea di Rock.